# Cytaeididae
Cytaeididae is een familie van neteldieren uit de klasse van de Hydrozoa (hydroïdpoliepen). 

## Geslachten
- Cytaeis Eschscholtz, 1829
- Paracytaeis Bouillon, 1978
- Perarella Stechow, 1922